# Czarków (Pszczyna)
Pour les articles homonymes, voir Czarków.
Czarków (prononciation : [ˈt͡ʂarkuf]) est une localité polonaise de la gmina et du powiat de Pszczyna en voïvodie de Silésie.